# Bear Family Records
Bear Family Records is een Independent-label voor herpublicatie van countrymuziek, Duitse schlagers, rockabilly, rock-'n-roll, r&b, blues, soul, jazz en NDW. Het label maakte vooral naam door vergaand onderzochte en vormgegeven cd's en boxen van artiesten uit deze secties. De zetel van het label is een oude boerderij in het Nedersaksische Holste-Oldendorf in de nabijheid van Bremen.

## Geschiedenis
Het label bestaat sinds 1975 en werd opgericht door verzamelaar Richard Weize en begon met de dubbel-lp Going Back to Dixie van Bill Clifton. Het is bekend geworden door zijn extravagante (en dure) boxsets. Het bedrijf omschrijft zichzelf als een platenlabel voor verzamelaars vanwege zijn hoofdactiviteit, namelijk het heruitgeven in kleine hoeveelheden van zeldzame opnamen in cd-formaat. Historisch gezien was hun materiaal slechts beperkt beschikbaar in de Verenigde Staten, opgeslagen bij de Ernest Tubb Record Shop en via postorderbronnen. Veel van hun boxsets zijn verkrijgbaar via Amazon Marketplace.

### Artiesten
Onder de vele artiesten die het onderwerp zijn geweest van uitgebreide boxset-publicaties door Bear Family zijn Merle Haggard, Waylon Jennings, David Allan Coe, Hank Snow, Jim Reeves, Johnny Cash, Willie Nelson, Dean Martin, Bill Haley & His Comets, The Kingston Trio, Louis Jordan, The Everly Brothers, Chet Atkins, Ann-Margret, Pat Boone, Frankie Laine, Petula Clark, Burl Ives, The Carter Family, Fats Domino, Rosemary Clooney, Doris Day, Connie Francis, Lesley Gore, Ricky Nelson, Nat King Cole, Gene Autry, Johnny Sea, Joe Dowell, The Treniers, Porter Wagoner, Dolly Parton, Jerry Lee Lewis, The Vipers Skiffle Group en Weldon Rogers.
Bear Family heeft er ook een gewoonte van gemaakt om degelijke compilaties te maken van artiesten met een beperktere fanbase, zoals twee afzonderlijke Johnnie Ray-collecties van vijf cd's, boxsets van zes cd's van Slim Whitman & the Orioles, een Rod McKuen-set van zeven cd's, verzamelingen van acht cd's van Lonnie Donegan, Del Shannon, Neil Sedaka en Gene Vincent, een omnibus van negen cd's van Johnny Burnette, een omnibus van 16 cd's van Jim Reeves en een set van vijf boxsets met in totaal 26 cd's over Doris Day's volledige opnamegeschiedenis voor Columbia Records.

### Compilaties
Het bedrijf heeft ook enkele honderden Various Artists-compilaties uitgebracht, gerangschikt op thema of genre. Deze omvatten eclectische projecten als een boxset van tien cd's voor politieke protestliederen, een set van elf cd's van de Joodse en Jiddische artiesten uit het midden van de jaren 1930, een box van zeven cd's met 195 verschillende versies van het nummer Lili Marleen, compilaties van muziek gebaseerd op en uit de tv-serie Bonanza, een verzameling van vier cd's met Britse music hall-liedjes uit het begin van de 20e eeuw, een set van tien cd's met calypso-muziek uit de late jaren 1930, de 52-delige cd History of Pop Music-set en een compilatie van 26 cd's met details over de countryhitparade van 1945 tot 1970.
In 1982 combineerde RCA Records onafhankelijk gezongen songs door Reeves en Patsy Cline in duetten met behulp van drie-track mastering recorders op een 24-track tape. Nieuwe orkestratie en nieuwe achtergrondnummers werden toegevoegd en de nummers werden vervolgens geremixt voor stereo. Het soortgelijke album van RCA was Greatest Hits of Jim Reeves & Patsy Cline. Deze duetten verschenen op de lp Remembering Patsy Cline & Jim Reeves.
In 1996 bracht het label de compilatie Welcome to my World uit van 16 cd's door Jim Reeves, waaronder meer dan 75 niet-uitgegeven nummers en veel demo-opnamen.